# Gare de Strasbourg-Roethig
La gare de Strasbourg-Roethig est une halte ferroviaire française de la ligne de Strasbourg-Ville à Saint-Dié, située à Strasbourg dans la collectivité européenne d'Alsace, en région Grand Est. Elle se trouve à hauteur du passage à niveau juste à la limite entre les communes de Strasbourg et de Lingolsheim.
C'est une halte voyageurs de la Société nationale des chemins de fer français (SNCF), du réseau TER Grand Est, desservie par des trains express régionaux.

## Situation ferroviaire

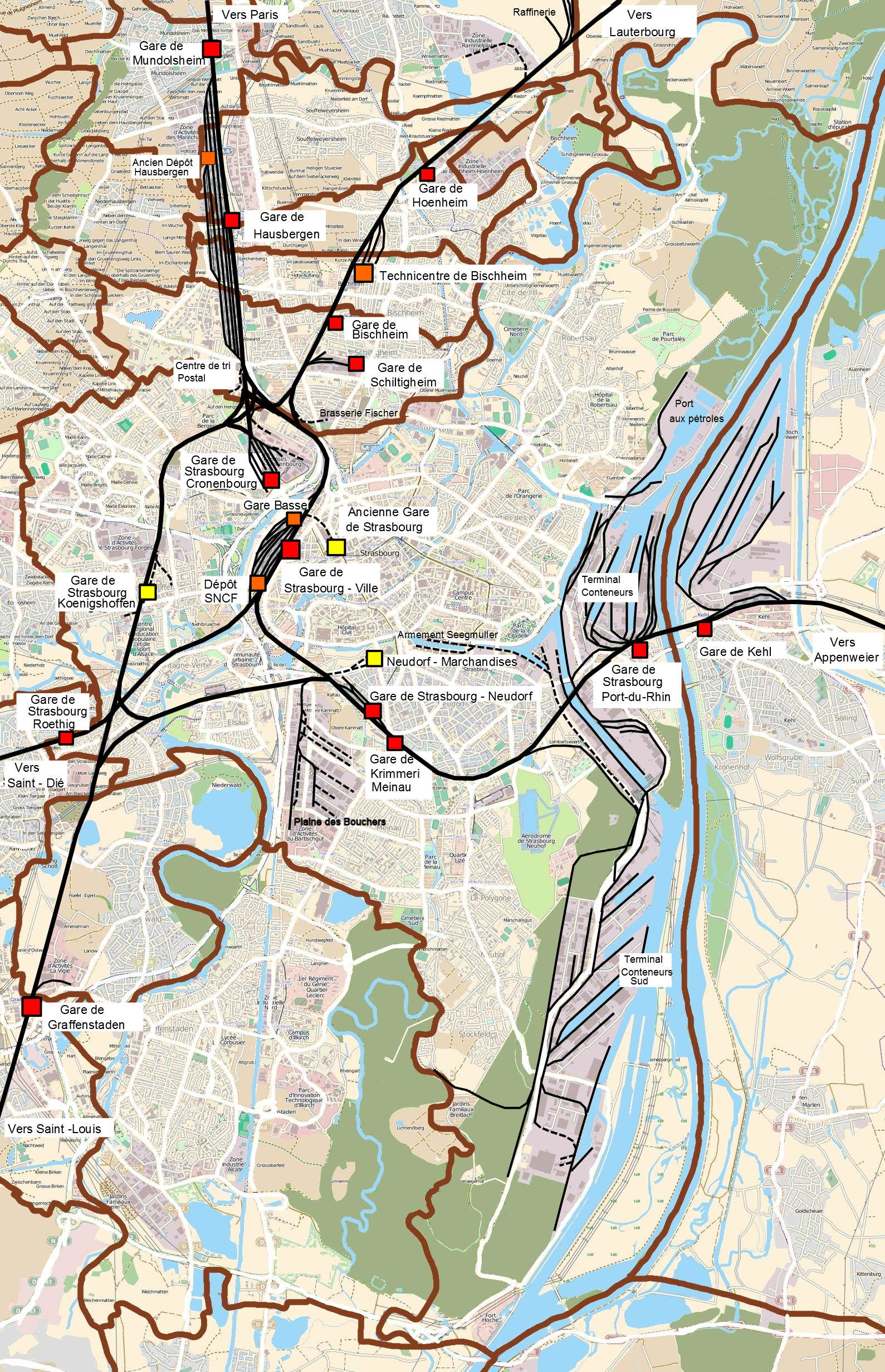
Plan du système ferroviaire de Strasbourg.

Établie à 140 mètres d'altitude, la gare de Strasbourg-Roethig est située, au passage à niveau no 1 (PN1), au point kilométrique (PK) 3,916 de la ligne de Strasbourg-Ville à Saint-Dié, entre les gares de Strasbourg-Ville et de Lingolsheim.

## Histoire
En 2012 la gare a une moyenne de 115 montées-descentes par jour de semaine.
En 2014, c'est une gare voyageurs d'intérêt local (catégorie C : moins de 100 000 voyageurs par an de 2010 à 2011), qui dispose de deux quais et deux abris.
En 2016, la SNCF estime la fréquentation de la gare à 61 600 voyageurs.

## Fréquentation
De 2015 à 2024, selon les estimations de la SNCF, la fréquentation annuelle de la gare s'élève aux nombres indiqués dans le tableau ci-dessous.
| Année     | 2015   | 2016   | 2017   | 2018   | 2019   | 2020   | 2021   | 2022   | 2023   | 2024    |
| --------- | ------ | ------ | ------ | ------ | ------ | ------ | ------ | ------ | ------ | ------- |
| Voyageurs | 61 980 | 63 798 | 57 421 | 55 108 | 75 283 | 48 454 | 66 201 | 71 967 | 83 569 | 111 023 |

## Service des voyageurs

### Accueil
Halte SNCF, c'est un point d'arrêt non géré (PANG) à accès libre. Elle est équipée d'automates pour l'achat de titres de transport installés à côté des barrières du passage à niveau.
L'accès aux quais et la traversée des voies s'effectuent par le passage à niveau routier.

### Desserte
Strasbourg-Roethig est une halte voyageurs du réseau TER Grand Est, desservie par des trains express régionaux de la relation : Strasbourg-Ville - Entzheim-Aéroport - Molsheim.

### Intermodalité
Un abri sécurisé pour les vélos y est installé, la halte est desservie par les lignes de bus C1, 13 et 45 du réseau de la Compagnie des transports strasbourgeois.